# Castello di Bosco di Corniglio
Il castello di Bosco di Corniglio, noto anche come castello di Bosco, sorge a Bosco di Corniglio, frazione di Corniglio, in provincia di Parma.

## Storia
Il castello fu costruito nel 1400 e divenne teatro delle lotte tra le famiglie Terzi e Fieschi, che si contesero il territorio. Nel 1413 risulta essere possedimento rossiano, sotto il nome di "castello di Bosco con la relativa villa, Braia e Graiana", nel diploma imperiale di Sigismondo di Lussemburgo. Nel 1431 la rocca viene conquistata dai Visconti, ma dieci anni dopo viene riacquistato da Pietro Maria Rossi per 9.600 lire imperiali. Durante il periodo rossiano il castello è citato come "alto Bosco" dal poeta Gerardo Rustici nella sonata Cantilena pro potenti D.Petro Maria Berceti Comite.
Nel testamento del 1464 Pier Maria II de' Rossi lascia il castello in eredità al figlio Bertrando, tuttavia il 1º settembre del 1482 Obietto Fieschi, alleato di Ludovico Il Moro nella guerra contro i Rossi, assedia il castello con tre squadre di armigeri, riuscendo anche senza artiglieria ad impossessarsi del castello a causa del tradimento del castellano Michele Bajardi di Calestano che Pier Maria aveva messo a capo delle difese del castello
I Fieschi, approfittando della definitiva sconfitta di Guido de' Rossi e della caduta della Rocca di San Secondo il 21 giugno 1483, mantennero per sé il feudo sino al 30 novembre 1521 quando Lazzaro Malaspina e Antonio de Sanctis presero il castello a nome di Filippo Maria de' Rossi, governatore di Modena e figlio di Guido
Filippo, constatato lo stato di degrado nel quale versava il castello fece restaurare il mastio e rinforzare le basi delle torri d'angolo. Alla morte di Filippo Maria avvenuta nel 1529, il castello passò ai figli Camillo e Marsilio e quindi, morto Marsilio nel 1560 al figlio di Camillo, Filippo Maria il giovane. Caduto Filippo in disgrazia e arrestato dai Farnese, il castello venne confiscato dalla camera ducale nel 1593.
Lasciato in stato di abbandono il castello rapidamente andò in rovina tanto che già nel 1804 era possibile osservarne solo le fondamenta e i resti di una torre. Attualmente sono visibili i resti della torre e alcune parti del muro perimetrale.